# Fresno (Ohio)
Fresno – jednostka osadnicza w Stanach Zjednoczonych, w stanie Ohio, w hrabstwie Coshocton.